# Esto es un ataque
"Esto es un ataque" (Hangul:공격전이다) (Romanización McCune-Reischauer: Konggyŏkchŏnida) es una canción norcoreana del año 2010.

## Historia
El título de la canción y la letra se publicaron en el diario Rodong Sinmun con fecha del 5 de enero de 2010. La confederación de escritores coreanos con la alianza del Comité Central bajo el liderazgo del escritor Yun Dugun (윤두근) es la letra, en ese momento Pochonbo Electronic Ensemble afiliación de la compositora An Jeong-ho (안정호) y la compositora Yun Hae-yeong (윤혜영). 
Corea del Norte instó a la gente a "totalmente atacar" para lograr sus objetivos económicos de 2010. La "guerra ofensiva total" es el lema del gobierno de Corea del Norte, que requiere que la gente dedique toda su energía a lograr los mejores resultados en cada área de la economía. Dado que esta canción fue producida y anunciada en Corea del Norte en ese momento, Union News, una compañía de telecomunicaciones en la República de Corea, dijo en ese momento que "Corea del Norte incluso hizo y popularizó canciones para lograr los objetivos económicos de 2010. Al mirarlo, puedo sentir una considerable sensación de urgencia de Corea del Norte".

## Popularidad
Esta canción se ha reproducido muchas veces en el programa de música de la Radio Central de Corea del Norte. Existe una  versión cantada por Yun Hae-young en una versión interpretativa interpretada por el Conjunto de música ligera de Wangjaesan y una versión de música ligera interpretada por Moranbong Band.
El 15 de noviembre de 2011, en el Estadio Kim Il-sung de Pionyang, se llevó a cabo la clasificación de Corea de la Copa de Asia 2014 de la FIFA, antes del inicio del juego cerca de 50.000 norcoreanos en el público cantaron la canción para animar al equipo de Corea.
Además, la popularidad de la canción en Japón también es bastante alta, convirtiéndose en una de las obras representativas del "NK-POP" (música pop norcoreana) a los ojos de los japoneses.